# Frascarolo
Frascarolo est une commune italienne de la province de Pavie, dans la région Lombardie.

## Administration
| Période                                  | Période     | Identité      | Étiquette | Qualité |
| ---------------------------------------- | ----------- | ------------- | --------- | ------- |
| 11 décembre 2006                         | 28 mai 2007 | Dino Giordano |           |         |
| 28 mai 2007                              | En cours    | Giovanni Rota |           |         |
| Les données manquantes sont à compléter. |             |               |           |         |

### Communes limitrophes
Bassignana, Gambarana, Mede, Suardi, Torre Beretti e Castellaro, Valenza